# Apotropina raymenti
Apotropina raymenti är en tvåvingeart som först beskrevs av Charles Howard Curran 1930.  Apotropina raymenti ingår i släktet Apotropina och familjen fritflugor. Inga underarter finns listade i Catalogue of Life.